# سورنگو
سورنگو (به انگلیسی: Sorengo) یکی از بخش‌های سوئیس در منطقه لوگانو از کانتون تیچینو در جنوب این کشور است. زبان اهالی این منطقه ایتالیایی می‌باشد. این شهر در منطقه لوگانو، در ارتفاعات بین دریاچه‌های لوگنو و لاگو دی موتزانو واقع شده‌است.